# Pfrondorf (Tübingen)
Pfrondorf is een plaats in de Duitse gemeente Tübingen, deelstaat Baden-Württemberg, en telt 3372 inwoners (2007).